# سيفيلا لا نويفا
سيفيلا لا نويفا (بالإنجليزية: Sevilla la Nueva)‏ هي بلدية ومدينة في منطقة الحكم الذاتي وتقع في منطقة مدريد في وسط إسبانيا. تبلغ مساحة هذه المدينة 25 (كم²)، ويبلغ عدد سكانها 8578 نسمة حسب إحصاء سنة 2007 م.

## وصلات خارجية
- http://www.ayto-sevillalanueva.es